# Бачичи
Бачичи (на сръбски: Бачићи) е село в Република Сръбска (Босна и Херцеговина), част от община Миличи. Населението на селото през 2013 година е 586 души, предимно сърби.